# Grande-Eneille
Grande-Eneille orthographiée aussi Grande-Enneille est un hameau de la commune belge de Durbuy situé en Région wallonne dans la province de Luxembourg.
Avec le hameau voisin de Petite-Eneille, Grande-Eneille forme les Enneilles ou Enneilles.
Avant la fusion des communes, Grande-Eneille faisait partie de la commune de Grandhan.

## Situation
Ce hameau de Famenne s'étend en rive gauche de l'Ourthe entre les villages de Somme-Leuze et Noiseux.

## Description
La plupart des maisons et fermettes du hameau sont construites en brique. Certaines contiennent des colombages.
L’église Sainte-Marguerite de Grande-Eneille est un monument repris depuis 1976 sur la liste du patrimoine immobilier classé de Durbuy. Elle est située sur une colline schisteuse dominant l'Ourthe. Cet édifice est bâti en moellons de calcaire et sa courte tour d’origine romane est surmontée d’une imposante et originale flèche tronconique. En contrebas de l'église et du cimetière entourés d'un vieux mur de pierre, se trouve l’ancien presbytère bâti en briques et pierres de taille.
La réserve naturelle des Enneilles d'une superficie de 85 ha se situe entre Petite-Eneille et Grande-Eneille.